# Fort d'Exilles
Le fort d’Exilles est une forteresse italienne reconstruite par le royaume de Sardaigne au début du XIXe siècle à Exilles (val de Suse), dans la province de Turin, en Piémont. 
Il a succédé à un château des dauphins de Viennois, qui fut renforcé à l'époque classique par les architectes militaires du roi de France.

## Le fort classique

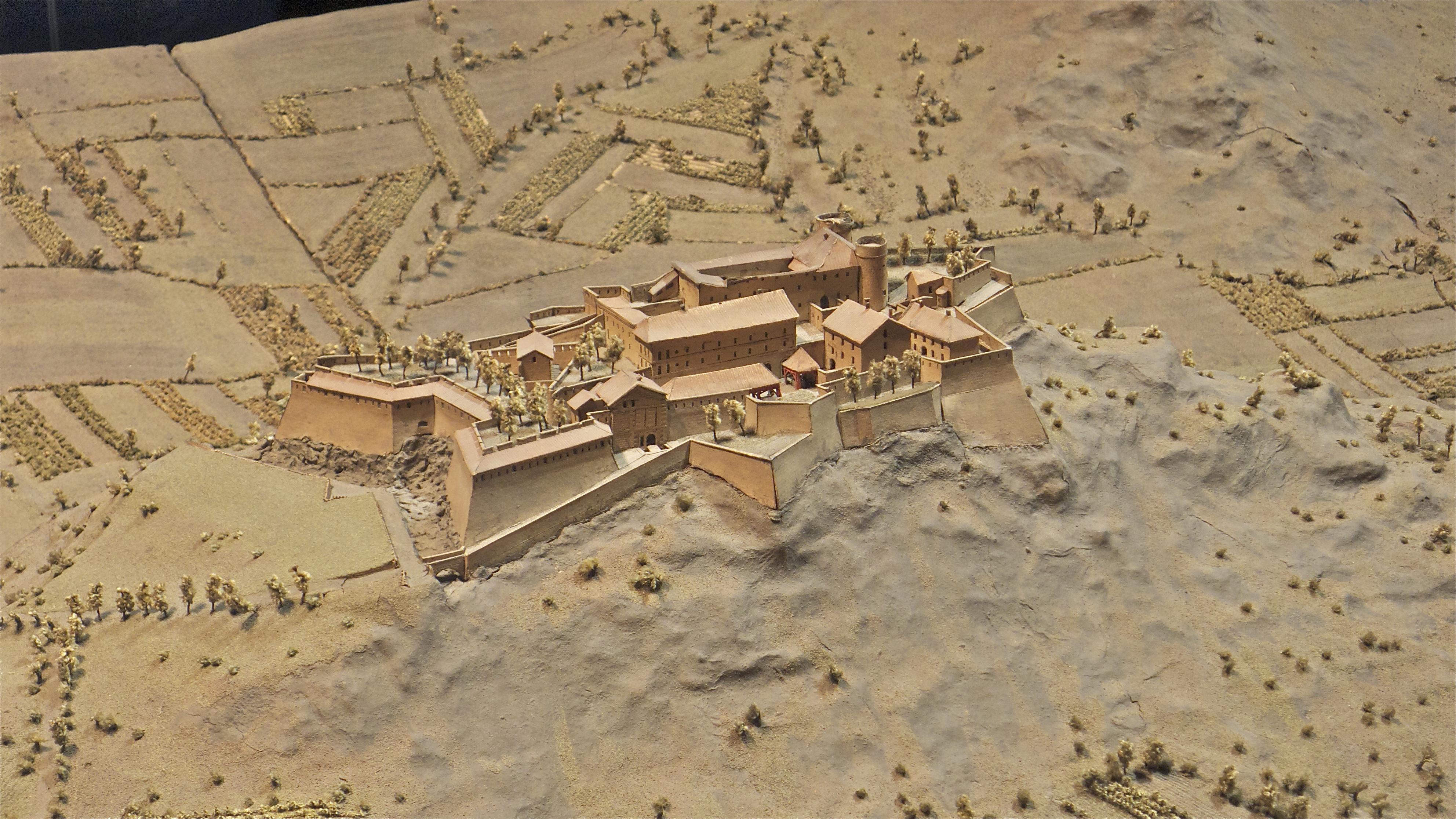
Le fort d'Exilles, plan-relief de 1695. Échelle 1/600e.

Une première tour lombarde existe au VIIe siècle : elle est détruite par les Francs. Un château fort est construit sur un éperon rocheux dans la deuxième moitié du XIIe siècle ; le territoire appartenait alors au Dauphiné de Viennois. Après le transport du Dauphiné au royaume de France en 1349, ce château est constamment agrandi et amélioré par les ingénieurs du roi de France, étant en position avancée sur le versant italien des Alpes. Il sert ainsi de dépôt d’armes à la fin du XVe siècle.
Charles-Emmanuel Ier de Savoie profite des guerres de religion qui affaiblissent la France pour s’en emparer en 1593, avant de le perdre quelques années plus tard. L'ingénieur militaire Jean de Beins lui ajoute des bastions au début du XVIIe siècle. Il est pris à nouveau par la Savoie en 1708 et cédé en 1713 par le traité d'Utrecht, avec le haut val de Suse, au duché de Savoie.
Il est alors tourné contre la France par Willencourt (1726), puis Ignazio Giuseppe Bertola, qui acquit le titre de « Comte d’Exilles », et enfin Bernardino Pinto. Les travaux durent jusqu’en 1780. Il est pris en juillet 1794 par les armées révolutionnaires. Jugé menaçant pour la France, le traité de Paris prévoit sa destruction à la fin de 1800.

## Le fort contemporain

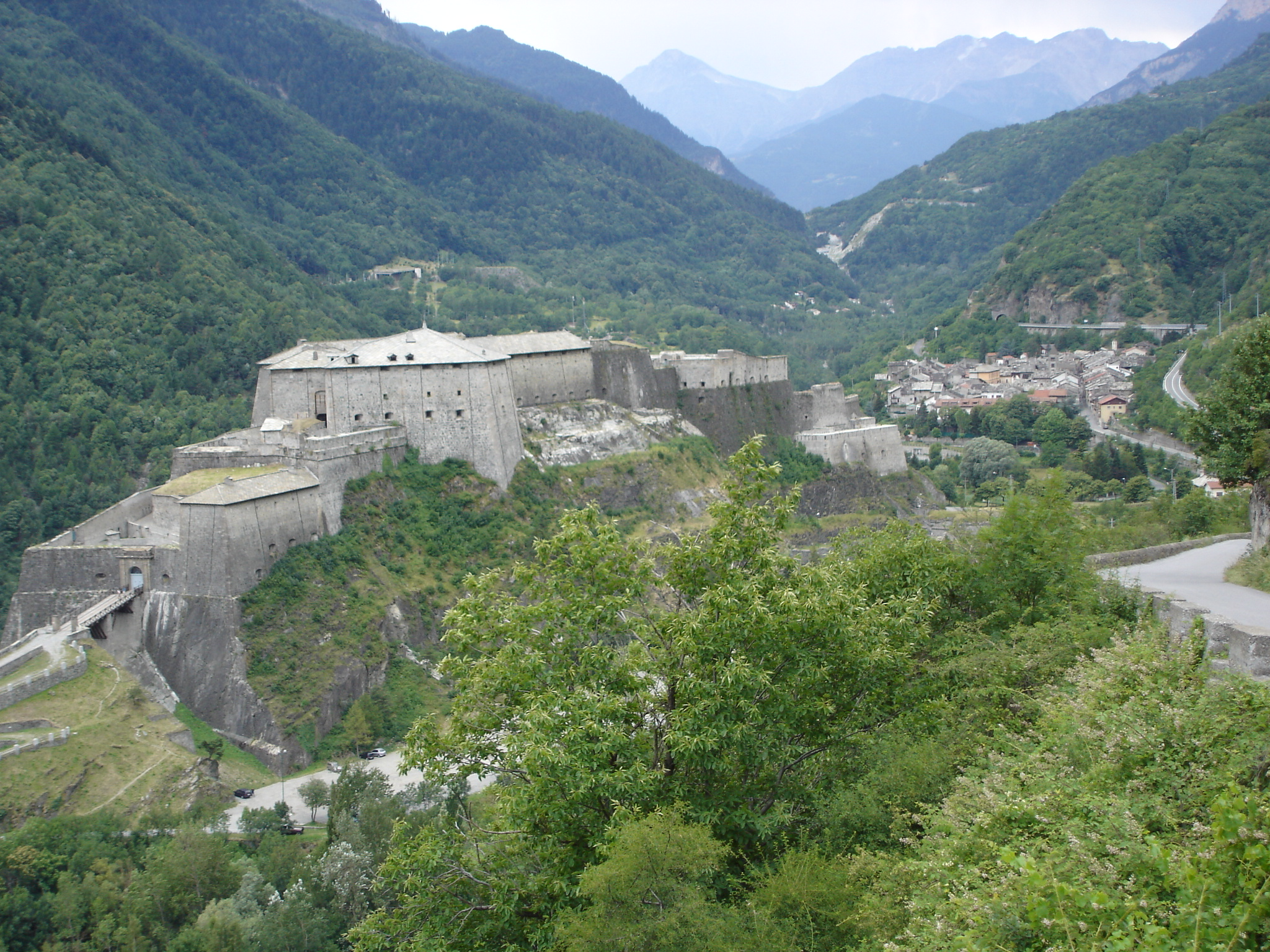
Le fort d'Exilles.

Le fort est reconstruit pour contenir une éventuelle menace venant de la France post-révolutionnaire, par Antonio Olivero et Giuseppe Rana (1818-1829). Il est financé par l’indemnité de guerre versée par la France. Il est en forme de grand trapèze : deux petits côtés de 90 et 60 m ; deux grands côtés de 260 m. Du côté du front principal, un avant-fort (le Rivellino) est édifié. Une batterie est ajoutée au bas-fort pour protéger le front principal. La caserne est construite voûtée sur deux niveaux, entourant une cour sur les quatre côtés. Du côté du Piémont, deux tenailles étagées, dotées de pont-levis, protègent le fort.  Une rampe d’accès est construite (22 % de pente) côté piémontais, et le glacis aménagé du côté de la France et du village d’Exilles. Il est encore modernisé en 1844 et doté de 74 canons, remplacés par des canons à chargement arrière à la fin du XIXe siècle.
Les progrès des troupes de montagne le rendent obsolète, et il devient une simple base arrière à partir de 1889. Il est désarmé en 1915 lors de l’entrée en guerre de l’Italie contre l’Autriche, et sert de camp de prisonniers de guerre jusqu’en 1918, puis de centre de mobilisation, avant d’être abandonné en 1943 par le 3e régiment de chasseurs alpins. Il est cédé à la région Piémont en 1978 et restauré depuis.

## L'homme au masque de fer
Sous le règne du roi de France Louis XIV, le fort d'Exilles a été le lieu d'enfermement pendant plusieurs années de l'homme au masque de fer, qui avait précédemment été emprisonné à Pignerol et sera, après Exilles, retenu dans l'île Sainte-Marguerite en face de Cannes, puis à la Bastille à Paris.

## Musée et événements culturels
De nos jours, le fort est ouvert au public lors de visites et comporte un musée le concernant, ainsi qu'une partie des collections militaires du musée national de la Montagne de Turin, liées aux troupes de montagnes et à l'architecture militaire des Alpes occidentales,. Il accueille également divers événements culturels : spectacles, concerts, événements liés au cinéma, aux arts, à la littérature, conférences et événements autour de la montagne, etc.

## Sources

### Au Musée
- Maquette du Fort d'Exilles, construite en 1673 et actuellement conservée au musée des Plans-reliefs (Hôtel des Invalides, Paris)

- Le site internet du Fort d’Exilles (langue : italien).